# Цинь Дэчунь
Цинь Дэчу́нь (кит. трад. 秦德純, 1893—1963) — генерал Национально-революционной армии Китайской республики.

## Биография
Цинь Дэчунь родился в уезде Ишуй провинции Шаньдун. По окончании Баодинской военной академии стал служить в войсках Дуань Цижуя из Аньхойской клики. В 1927 году примкнул ко 2-й Национальной армии (войска Фэн Юйсяна), в 1930 году на стороне Фэна участвовал в Войны центральных равнин против Чан Кайши, затем перешёл на службу к Чжан Сюэляну, у которого стал заместителем командующего 29-й армией.
В 1935 году после Северочахарского инцидента Цинь Дэчунь подписал с представителем японской Квантунской армии документ, известный как «Соглашение Циня — Доихары», в результате чего стал главой правительства провинции Чахар и мэром Бэйпина. После инцидента на Лугоуцяо и вывода китайских войск из Бэйпина Цинь Дэчунь стал главой провинции Шаньдун и мэром Циндао.
В 1949 году Цинь Дэчунь вместе с прочими высшими военными гоминьдановского режима бежал на Тайвань. Скончался от болезни в Тайбэе в сентябре 1963 года.